# Commercial Album
The Commercial Album (1980) es el séptimo álbum del grupo estadounidense avant-garde, The Residents.
Es una parodia a la cultura pop, con 40 jingles de un minuto cada uno. Las caras en la portada son de John Travolta y Barbra Streisand.
Fue una de las pocas veces que la banda incluyó invitados conocidos en un álbum:
- Don Preston - ex-tecladista de Frank Zappa. También participó en Eskimo
- Fred Frith y Chris Cutler - de Henry Cow y Art Bears. Estaban contratados por Ralph Records en esa época, y Cutler también aparece en Eskimo.
- Lene Lovich y Andy Partridge - estrellas en la escena new wave de la época.

## Lista de canciones
1. "Easter Woman" – 1:03
2. "Perfect Love" – 1:03
3. "Picnic Boy" – 1:01
4. "End of Home" – 1:04
5. "Amber" – 1:02
6. "Japanese Watercolor" – 1:02
7. "Secrets" – 1:03
8. "Die in Terror" – 1:03
9. "Red Rider" – 1:02
10. "My Second Wife" – 1:02
11. "Floyd" – 1:03
12. "Suburban Bathers" – 1:04
13. "Dimples and Toes" – 1:03
14. "The Nameless Souls" – 1:04
15. "Love Leaks Out" – 1:04
16. "Act of Being Polite" – 1:03
17. "Medicine Man" – 1:04
18. "Tragic Bells" – 1:03
19. "Loss of Innocence" – 1:04
20. "The Simple Song" – 1:02
21. "Ups and Downs" – 1:04
22. "Possessions" – 1:03
23. "Give It to Someone Else" – 1:03
24. "Phantom" – 1:04
25. "Less Not More" – 1:03
26. "My Work Is So Behind" – 1:04
27. "Birds in the Trees" – 1:04
28. "Handful of Desire" – 1:04
29. "Moisture" – 1:04
30. "Love Is..." – 1:03
31. "Troubled Man" – 1:04
32. "La La" – 1:04
33. "Loneliness" – 1:04
34. "Nice Old Man" – 1:04
35. "The Talk of Creatures" – 1:04
36. "Fingertips" – 1:04
37. "In Between Dreams" – 1:03
38. "Margaret Freeman" – 1:03
39. "The Coming of the Crow" – 1:04
40. "When We Were Young" – 1:02

- Bonus Tracks: Sólo en la reedición de 1988. Grabados en 1979-87.

1. "Shut Up Shut Up"
2. "And I Was Alone"
3. "Theme for an American TV Show"
4. "We're a Happy Family/Bali Ha'i" (The Ramones)
5. "The Sleeper"
6. "Boy in Love"
7. "Diskomo (Remix)"
8. "Jailhouse Rock" (Leiber/Stoller)
9. "It's a Man's Man's Man's World" (James Brown, Betty Jean Newsome)
10. "Hit the Road Jack" (Percy Mayfield)

## Personal
- The Residents - compositores, instrumentos, arreglos, producción
- Snakefinger - guitarra, violín, voz líder (en 12, 21, 27, 33, 35 y 36)
- Don Preston - teclados
- Chris Cutler - percusión
- Lene Lovich - voz líder (3)
- Andy Partridge - voz y guitarra (38)

## The Commercial Single
Las canciones en negrita no estaban incluidas en el LP original. Ambas aparecieron después en Residue of The Residents (1983).

### Lista de canciones
1. «Amber»
2. «Red Rider»
3. «Picnic Boy»
4. «Shut Up Shut Up»
5. «When We Were Young»
6. «Phantom»
7. «Moisture»
8. «And I Was Alone»